# Abdelkhalek Torres
Abdeljalek Torres (عبد الخالق الطريس), o Abd El Jaleq Torres (26 de mayo de 1910 - 27 de mayo de 1970) fue un hombre de estado y líder nacionalista marroquí que desarrolló su actividad política durante el protectorado franco-español de Marruecos.
Nació el 26 de mayo de 1910 en Tetuán, en el seno de una familia de origen morisco que formaba parte de la burguesía tetuaní. Es el séptimo y último hijo de Ahmed Torres, Bajá (o Pachá) de Tetuán, y de Achoucha (Aicha) Attar, y nieto de Mohamed Torres, figura destacada por haber representado al Sultán de Marruecos en la Conferencia de Algeciras en 1906. Además de su figura política, es destacable su labor como escritor. Su obra de 1934, Intisar Al-Haq (La victoria de la justicia), se considera la primera obra teatral marroquí.

## Educación: infancia y juventud
Como indica Jean Wolf, Torres tenía tan solo 3 años cuando las tropas del general Felipe Alfau Mendoza invadieron el norte de Marruecos, por lo que durante su juventud se verá fuertemente influenciado por las hazañas de Abdelkrim el-Jattabi, héroe y figura modelo para Torres, del cual habla y registra cada suceso en su diario personal.

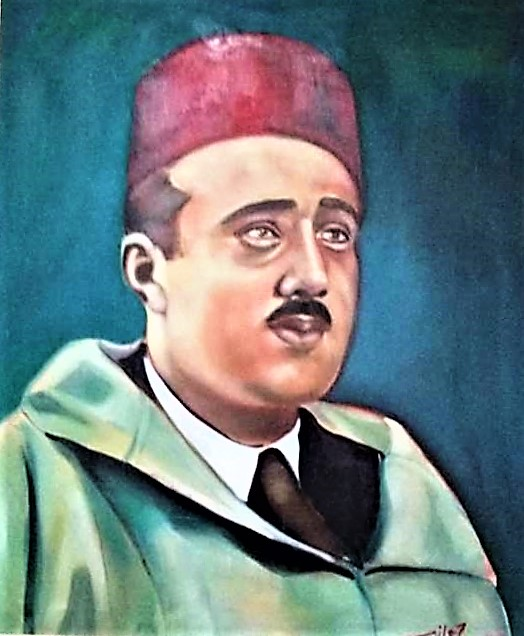
Cuadro-retrato del líder nacionalista situado en la sede del partido del Istiqlal en la ciudad de Rabat.

En julio de 1925, ingresa en la escuela Al Ahlia, donde destaca rápidamente por su inteligencia y su inquietud. El director de la escuela le escribirá tiempo después una carta augurándole un futuro brillante en el que, dice, elevará alto a su patria. En 1927 parte a Fez para estudiar en la Universidad de Qarawiyyin, donde se quedará únicamente durante un año, puesto que considera el sistema de estudio algo arcaico, a lo que se suma su necesidad personal de hacer algo por su país de manera activa. En 1928 se desplaza al Cairo para estudiar en la Universidad Al-Azhar, la cual abandona nuevamente para inscribirse en marzo de 1929 en la Facultad de Letras de la Universidad Fouad Premier, en la que permanecerá 26 meses, beneficiándose de las enseñanzas de prestigiosos profesores como Taha Hussein y Ahmad Amîne.
Torres decide ir a París, encontrarse con el colonialismo en su propia casa, como indica él mismo. Tras una breve estancia en la Universidad Sorbona de París, desde octubre de 1931 a marzo de 1932, momento en que regresa a Tetuán. 

## Trayectoria política

### Inicios en la política: La proclamación de la Segunda República Española
Considerado un personaje carismático desde su pronta juventud, se impregnó de las ideas nacionalistas y panarabistas de dos grandes personalidades de la época: su padrino espiritual y político, Hajj Abdessalam Bennuna en Tetuán, y el Emir Shakib Arslan, exiliado en Génova.
Tanto es así que, teniendo apenas 20 años, comienza a participar en eventos políticos de cierta relevancia, como fue la organización de acogida de Chekib Arslan en Tetuán el 16 de agosto de 1930, la fundación de la Agrupación Nacionalista en Tetuán y la presidencia en El Cairo de la Asociación de Defensa de Marruecos.
El 14 de abril de 1931 se proclama la República en España, lo cual no afecta únicamente a los españoles. En Tetuán, capital del protectorado, la noticia se recibe como una posible esperanza, al tratarse de un gobierno nacido de la clase popular. Se producen en la ciudad manifestaciones que presionarán al que era en ese momento Alto Comisario, figura que representaba la máxima autoridad política en el protectorado español en Marruecos, el General Francisco Gómez-Jornada Sousa, quien decidirá marcharse a Madrid.
Desde el movimiento nacionalista, Hajj Abdessalam Bennouna, líder nacionalista en el norte, concibe este gobierno de izquierdas como la posibilidad de obtener ciertos derechos fundamentales para el país.
En este mismo año, Torres y otros nacionalistas elaborarán la llamada Carta de Reivindicaciones, que supone el punto de origen de la batalla política que se desarrollará posteriormente en el país. Fue escrita en árabe, traducida al español, y publicada en la revista “Al Maghreb”.
Entre sus puntos fundamentales se encuentran:
1.   Creación de consejos municipales que permitan a la nación dirigir sus asuntos internos.
2.   Creación de un consejo superior con miembros elegidos por los marroquíes.
3.   Libertad de prensa y de expresión y de constitución de asociaciones que ayuden a educar en conciencia, opinión y valores a la población.
4.   Apertura de escuelas primarias en cada aldea o localidad, institutos de secundaria en los núcleos urbanos. La base de la enseñanza deberá ser en árabe, aunque se deje lugar a la lengua y cultura españolas.
5.   Llamamiento de atención sobre las terribles circunstancias en que se encuentran los agricultores y la necesidad de ayudas para su labor.
En la nueva España republicana, liderada por Manuel Azaña y Díaz, el ministro de obras públicas y miembro del Comité Revolucionario, Indalecio Prieto y Tuero, llegaría a declarar públicamente que España debía retirarse de Marruecos y dejarlo a cargo de la Sociedad de Naciones.
Sorprendentemente, el anuncio de la noticia lleva a la reacción inesperada de Torres quien, desde El Cairo, envía un memorándum a todos los responsables de Marruecos oponiéndose a la retirada española del país. Dicha oposición viene justificada por el temor a que, si España abandonaba el Norte de Marruecos, este fuera ocupado por los franceses. En Tetuán, por lo tanto, la llegada de la República Española suponía por primera vez la aspiración a conseguir derechos e igualdades para los ciudadanos marroquíes que, en caso de una ocupación francesa, no estaba clara. 

### Regreso de Torres a Marruecos
Torres regresa de El Cairo el 16 de junio de 1931, coincidiendo con el regreso desde Madrid de la delegación nacionalista. Abdeljalek Torres va poco a poco siendo reconocido por todos como el heredero político de Bennouna.
El 5 de julio reciben al nuevo Alto Comisario asignado en Tetuán desde Madrid, Luciano López Ferrer, queriendo, como indica Torres en su discurso, no sólo recibirle, sino darle a entender la necesidad de poner en práctica las reivindicaciones que demandaron en su Carta. Ante ese discurso, López Ferrer responderá el 31 de julio en declaraciones a la prensa que lo que sucedió en Madrid no fue un acuerdo del cumplimiento de las reivindicaciones por parte de España, sino un viaje destinado a felicitar a ésta por su cambio de régimen. La lucha mediática y pública continuará hasta que, el 13 de octubre de 1932, López Ferrer disuelve el Consejo municipal de Tetuán con el pretexto de que los consejeros municipales no realizaban una gestión financiera coherente.
Tras su estancia en la Sorbona, Torres regresa el 6 de marzo de 1932 a Tetuán y funda la Asociación de Estudiantes Marroquíes, que le permite a él y a sus compañeros estudiantes realizar actividades y preparar acciones nacionalistas sin ser atacados, puesto que podían atribuir sus reuniones siempre a cuestiones sociales, literarias o artísticas.
En conmemoración del Dahir Bereber, organiza el 16 de mayo de ese mismo año una manifestación que logra reunir a 5.000 personas, en razón de la cual pronuncia un discurso contr
a la política francesa de segregación en Marruecos, y envía telegramas de protesta a la Sociedad de las Naciones, al presidente Paul Doumer y a Yvon Delbos, Ministro de Asuntos Extranjeros.
En agosto, a su regreso de Argelia, donde asistía a la reunión de la Asociación de Estudiantes Norteafricanos, es arrestado en Uchda durante 48 horas debido a su coloquio en dicha reunión, que promovía ideas antifrancesas. La policía le informa de que no podrá volver a entrar en la zona sur de Marruecos.

### Conformación del Partido Reformista Nacional (PRN) y el liderazgo de Torres
La estrecha relación existente entre las familias de Abdeljalek Torres y Hajj Abdessalam Bennuna, figura clave de la lucha por el pueblo marroquí y el movimiento nacionalista, supone que, debido a la muerte del padre de Torres en 1920, Bennuna fuera para éste, no solo un líder espiritual y maestro, sino también una figura paterna. Fue Bennuna quien integró a Torres en la lucha nacionalista, siempre con prudencia y buen sentido.
Será, por tanto, la muerte de Bennuna en Ronda el 9 de enero de 1935, el suceso que eleva a Torres de forma provisional a la cabeza del movimiento nacionalista en el norte de Marruecos.
El 10 de agosto de 1935 Torres insiste al Alto Comisario de Tetuán en la obtención de autorización para fundar el Partido Reformista Nacional. Ante la inacción del Alto Comisario, quien además responde cerrando el periódico “Al Hayat Archivado el 9 de diciembre de 2017 en Wayback Machine.”, el 16 de noviembre de 1935 Torres viaja a Madrid para hablar directamente con Manuel Azaña y Díaz. Es recibido en España y en los medios de comunicación con curiosidad. Se le permite llevar a cabo una conferencia en la que Torres se centrará en la necesidad del pueblo marroquí de disponer su propio futuro y, sobre todo, de sí mismos.
Los indicios de mayores libertades e independencias, el respeto por los marroquíes y la libertad de expresión promulgada por la República, se verán truncadas por la guerra civil española.
Francisco Franco acude a Marruecos para solicitar “voluntarios” para luchar, a lo que Abdeljalek se opone tajantemente. Fiel al principio de neutralidad que había procurado llevar a cabo desde el inicio de la lucha, declara no poder admitir que se fuerce a sus compatriotas a luchar por una causa que no es ni musulmana, ni marroquí.
El proceso de formación oficial del Partido Reformista Nacional comenzó un año después de la muerte de Bennouna, en febrero de 1936, momento en el que se crea el Comité de Acción Nacional del Norte de Marruecos, liderado por Abdeljalek Torres, Thami El Wazzani y Abdesslam Benjelloun. En octubre de ese mismo año, dicho comité presentó a las autoridades coloniales unos estatutos para conformar el PRN, que fue aprobado y reconocido el 18 de diciembre de 1936. El reconocimiento del Partido Reformista Nacional por la nueva administración de Francisco Franco permitía una libertad controlada de prensa y movimiento a los nacionalistas norteños, debida, principalmente, a los intereses que manaban de su francofobia compartida. Como condición a esta aprobación, Franco pide a Torres ser Ministro de Hábices.
En relación con ello, a nivel interno, Torres tomará medidas para fortalecer el movimiento, una de las cuales será reforzar ese sentimiento antifrancés, mientras que, por otro lado, forma alianzas con su rival político Mekki Nassiri, líder del Partido de Unidad Marroquí, unificando así el bloque nacionalista.
El 31 de diciembre de 1936, el nuevo partido ya había registrado 8.888 afiliados, y una falange nacionalista, los Fityane, se había establecido el 4 de enero de 1937, la cual incluso desfiló el 21 de febrero siguiente como acompañamiento al cortejo oficial del Jalifa en la festividad del Aid el Kébir.
Torres finalmente resulta elegido presidente del PRN el 2 de junio de 1937, y el 3 de marzo de 1938, el partido presenta sus reivindicaciones a Juan Luis Beigbeder, nombrado alto comisario desde el 13 de abril de 1937.  

### La Segunda Guerra Mundial
El ascenso en masa de la Alemania nazi y sus éxitos militares de principios de la Segunda Guerra Mundial ofrecieron una ocasión única a los nacionalistas árabes para liberar a sus países de la ocupación franco-británica. A la imagen de otros líderes nacionalistas árabes como Anouar el-Sadate en Egipto o Rachid Ali al-Gillani en Irak entre otros, Torres dirige sus intereses hacia Alemania con el apoyo del Emir Arslan y de España, amiga de Alemania. Expresará estos intereses de manera pública, junto con otro líder nacionalista tetuaní, Muhammad Tanyi, a través del periódico que el partido utilizaba como plataforma de expresión al-Hurriya.
Alemania, por otra parte, se favorecía de los nacionalistas norteafricanos para combatir a Francia y Gran Bretaña. De esta manera y probablemente a través del cónsul alemán en Tetuán, en enero de 1942 Torres es recibido discretamente como miembro de un grupo clandestino por los más altos responsables alemanes, Göring y Himmler, con el objeto de estudiar las posibilidades de organizar un levantamiento armado contra el Protectorado francés en Marruecos. Las negociaciones se desarrollaron en Madrid con el almirante Wilhelm Canaris, en las cuales Torres recibe promesas de financiación y obtención de armas.
Sin embargo, las promesas no se cumplieron por parte de Alemania. La realidad era que Alemania jugaba a cuatro bandas. Con Italia había pactado respetar sus intereses coloniales, tal y como hacía a la vez con España, mientras que prometía a los nacionalistas marroquíes la liberación del país. Resultó que nada de esto podía cumplirse ya que Alemania, en realidad, desde 1940 había pactado con Francia respetar sus colonias en África.

### Crisis en las relaciones con las autoridades del Protectorado español
Las buenas relaciones entre Torres y la administración española, más o menos tolerante, empeorarán considerablemente como consecuencia de varios acontecimientos:
El primero es la publicación por parte de Torres y El-Mekki Naciri de un manifiesto en el que se pide la independencia de Marruecos el 14 de febrero de 1943; el documento se dirige al sultán y a los cónsules presentes en Tetuán y Tánger;
El segundo fue el nombramiento del General José Enrique Varela Iglesias como Alto Comisario en Tetuán en marzo de 1945, quien hizo todo lo posible para restringir las libertades concedidas hasta entonces a los nacionalistas.
Inmediatamente el General Varela endureció su actitud hacia los nacionalistas de su zona y reprimió a Torres en Tánger, donde se unió a los representantes de otras tendencias similares, con los que trabajaría, sin mucho éxito, para sentar las bases de un frente de acción común. Se prohibieron así las reuniones de más de 4 personas y se cerraron los periódicos. Torres y el partido fueron desacreditados, dando lugar al nacimiento de nuevos partidos; la España amiga se convirtió en enemiga;
El tercero es la internacionalización de las reivindicaciones que se produjo enviando una solicitud de adhesión a la ONU, que no tendrá respuesta, y luego a la Liga de los Estados Árabes (22 de marzo de 1945), que Franco apoya sorprendentemente a raíz de la petición de Torres; se acepta la solicitud y se acredita a una delegación permanente del norte de Marruecos ante la Liga y se crea una Oficina del Magreb Árabe.
El cuarto es la visita del rey Mohammed V a Tánger el 9 de abril de 1947, a pesar de los acontecimientos de Casablanca dos días antes. Esta visita, en cuya organización participó Torres, tendrá como principales consecuencias la aclamación del Sultán en presencia de los representantes de las dos potencias ocupantes y la unión de todas las formaciones nacionalistas del Norte y del Sur para exigir la independencia y reivindicar la integridad territorial de Marruecos.
Inmediatamente después de esta histórica visita, Torres viajó a Egipto para participar en la liberación de Abdelkrim el 31 de mayo de 1947, y fundó con Allal El Fassi el Comité de Liberación del Magreb Árabe, presidido por el propio Abdelkrim.
La internacionalización de las reivindicaciones marroquíes desencadenó finalmente la ira de los españoles que, el 7 de febrero de 1948, bloquearon a Torres y a sus amigos en Tánger a su regreso de Oriente Medio.

### Torres en el exilio
Tras la decisión de exiliar a Torres, estallaron disturbios en varias ciudades del norte, y Varela ordenó el encarcelamiento de miembros del Comité Ejecutivo en Ceuta. Los disturbios llegaron a su punto máximo el 8 de febrero de 1948, cuando una manifestación en Tetuán causó 17 muertos, 215 heridos y 380 detenciones. Varela procederá entonces a la ilegalización del Partido Reformista Nacional cerrando sus oficinas y periódicos.
Desde Tánger, Torres envió telegramas de protesta a la ONU, a la Liga de los Estados Árabes y a Franco, y la situación cada vez más difícil le llevó a pensar en iniciar una lucha armada. Incluso planea comprar armas a Mehdi Bennuna en Nueva York. Es también en esta ciudad donde se distribuyen las notas entregadas por Bennuna a los miembros de la ONU, organización que bloquea la adhesión española como miembro.
Sin embargo, el 24 de marzo de 1951, día en que Torres firmó un manifiesto con los dirigentes de los otros partidos nacionalistas, Varela murió tras varios meses gravemente enfermo. Será sustituido por el general Rafael García Valiño el 9 de abril, un hombre menos brutal y más abierto al diálogo. En aras del apaciguamiento, el general Valino llamó a Abdeljalek Torres de vuelta a Tetuán para convertirlo en Visir.
Después de una reunión organizada por el hermano del Califa, Moulay Mohammed, Torres se reunió con un enviado del Alto Comisario y regresó a Tetuán el 10 de febrero de 1952, donde una muchedumbre acude a recibirlo. El partido reanuda su actividad en abril y comienza a publicar de nuevo el diario Al Oumma. 

### La destitución de Mohammed V
Ante los informes alarmantes de una situación más dura en la zona sur y el complot contra el rey Mohammed V, Torres multiplicó los contactos e iniciativas a principios de 1953. Envía emisarios como Taieb Bennouna a Rabat mientras que otros como Abdelkébir El Fassi llegan a Tetuán para informar. Es elaborado por los jefes religiosos un texto que renueva la lealtad al rey el 29 de abril. Dicho texto es entregado al sultán, Sidi Mohammed ben Youssef, por Taieb Bennouna el día 30.  
Sidi Mohammed ben Youssef es deportado, a lo que Torres y sus compañeros responden multiplicando las reuniones y los contactos, en vistas de luchar por su regreso.
Por otra parte, llega la fecha de la fiesta del trono, la cual es permitida y celebrada en la zona Norte, mientras que en el sur se prohíbe. La fiesta supuso a la aglomeración de unas 25.000 personas en el estadio de Tetuán el 21 de enero de 1954, donde se denuncia la toma de posesión del trono por Mohammed Ben Arafa en sustitución a Mohammed ben Youssef.
A causa del exilio y la represión del sultán en la zona francesa, Tetuán acabará por convertirse en el centro de la resistencia contra la ocupación francesa. De esta forma, combatientes del sur se refugiaron en el norte y se organizaron acciones de resistencia armada. En el transcurso de estos acontecimientos, las autoridades españolas fingieron no conocer la conformación de estas actividades de resistencia, entendiendo su interés por la sublevación del pueblo marroquí contra Francia. De hecho, dichos grupos de resistencia recibieron armamento de España, Argelia y Egipto.
Torres es nombrado ministro de Asuntos Sociales de la zona Califal y continúa volcando sus esfuerzos en la independencia y el regreso del sultán en el exilio. De esta manera, el 20 de agosto de ese mismo año se convocan manifestaciones por parte del PRN para exigir el regreso de Mohammed V. Estas manifestaciones parecen reunir a cerca de 100.000 personas, a las que se sumarán muchas más a la llegada del esperado sultán de nuevo al norte.
El regreso del rey Mohammed V del exilio y la independencia de la zona sur de Marruecos lleva al Alto Comisario español a presionar al Califa a que mantenga el orden de la zona norte. Uno de los colaboradores de Torres, Mohammed Ibn Azzouz Hakim, le informa de que se está llevando a cabo una conspiración que pretende acabar con él, eliminar los obstáculos que se interponen en el dominio español.
En consecuencia, Torres huye a Tánger el 23 de enero de 1956. Dicha huida no impidió que en la zona norte siguieran proliferando las manifestaciones y los disturbios, los cuales acabaron con 11 personas muertas el 4 de marzo de 1956. El 16 de marzo Torres firma junto a Allal El Fassi la fusión del PRN con el partido del Istiqlal.

### La independencia de Marruecos
La independencia del sur de Marruecos lleva a España a verse obligada a conceder idéntica potestad a la zona del norte, puesto que la condición del protectorado español partía de un acuerdo realizado con Francia en 1912.
Torres es nombrado Embajador en Madrid el 28 de junio, a lo que se añadirá su cargo posteriormente como ministro de Justicia. declarado el 31 de julio, cuya misión reside en tramitar el paso de la administración. Desempeñará esta tarea hasta febrero de 1957, momento en que debió cesar su cargo como consecuencia del discurso radiofónico que emitió desde Tetuán donde criticaba al Gobierno y al antiguo Protectorado español.
Muy poco después, el 28 de marzo de 1957, es nombrado Embajador en El Cairo. Torres mantuvo excelentes relaciones tanto con el presidente de Egipto, Gamal Abdel Nasser, como con el presidente sirio Shukri al-Kuwatli.
Algunos acontecimientos relevantes de su vida política en esta etapa post-independencia fueron, en primer lugar, el izamiento de la bandera marroquí frente a la Liga de los Estados Árabes el 1 de octubre de 1958. Por otro lado, tras formar parte de la delegación marroquí en la Conferencia de Casablanca del 1 al 11 de septiembre de 1959, organizó la visita del rey Mohammed V a Egipto y Siria (unificado en la República Árabe Unida) en enero de 1960. En agosto de ese mismo año regresó a Marruecos, donde fue nombrado Ministro de Justicia y cuya misión era continuar la labor realizada por su predecesor Mhammed Bahnini de unificar la legislación del país. Entre septiembre y octubre, también de 1960, actuó como regente de Mohammed V durante su ausencia y la del príncipe heredero Moulay El Hassan. Posteriormente, Torres decidió dedicarse durante una temporada a viajar por América Latina, donde pretendía luchar en nombre de los territorios que aún se encontraban en manos del Gobierno español.
En 1961, tras la muerte del Rey Mohammed V el 26 de febrero, Torres renuncia a su cargo como Ministro de Justicia el 8 de mayo por razones de salud, aunque al mes siguiente, el 23 de junio, fue nombrado de nuevo Embajador en El Cairo. Regresó a Marruecos el 19 de noviembre de 1962 para dirigir la campaña de elaboración de la nueva Constitución y fue elegido diputado del parlamento por Tetuán hasta la disolución del mismo el 7 de junio de 1965. Por último, se erguirá como líder del partido del Istiqlal.
Durante los últimos cinco años de su vida, abandonó la política y pasó el tiempo entre Rabat y Tetuán.

## Fallecimiento
Abdelkhalek Torres sufrió un ataque al corazón en un hotel de Tánger el 27 de mayo de 1970 que le provocó la muerte. Recibió un funeral de gran reconocimiento y fue enterrado en el cementerio de Tetuán junto a Ali Al-Mandari, comandante granadino que reconstruyó la ciudad de Tetuán en el siglo XV.
En su memoria, han sido numerosas las calles, escuelas y entidades que llevan su nombre. Entre ellas destaca la Biblioteca de Tetuán, dirigida por la Asociación de Antiguos Alumnos Maahad Al Horr y ubicada en el antiguo edificio de la que fue su escuela, Al-Ahlia, la cual, además, alberga la colección personal de obras y libros de Torres.

## Galería

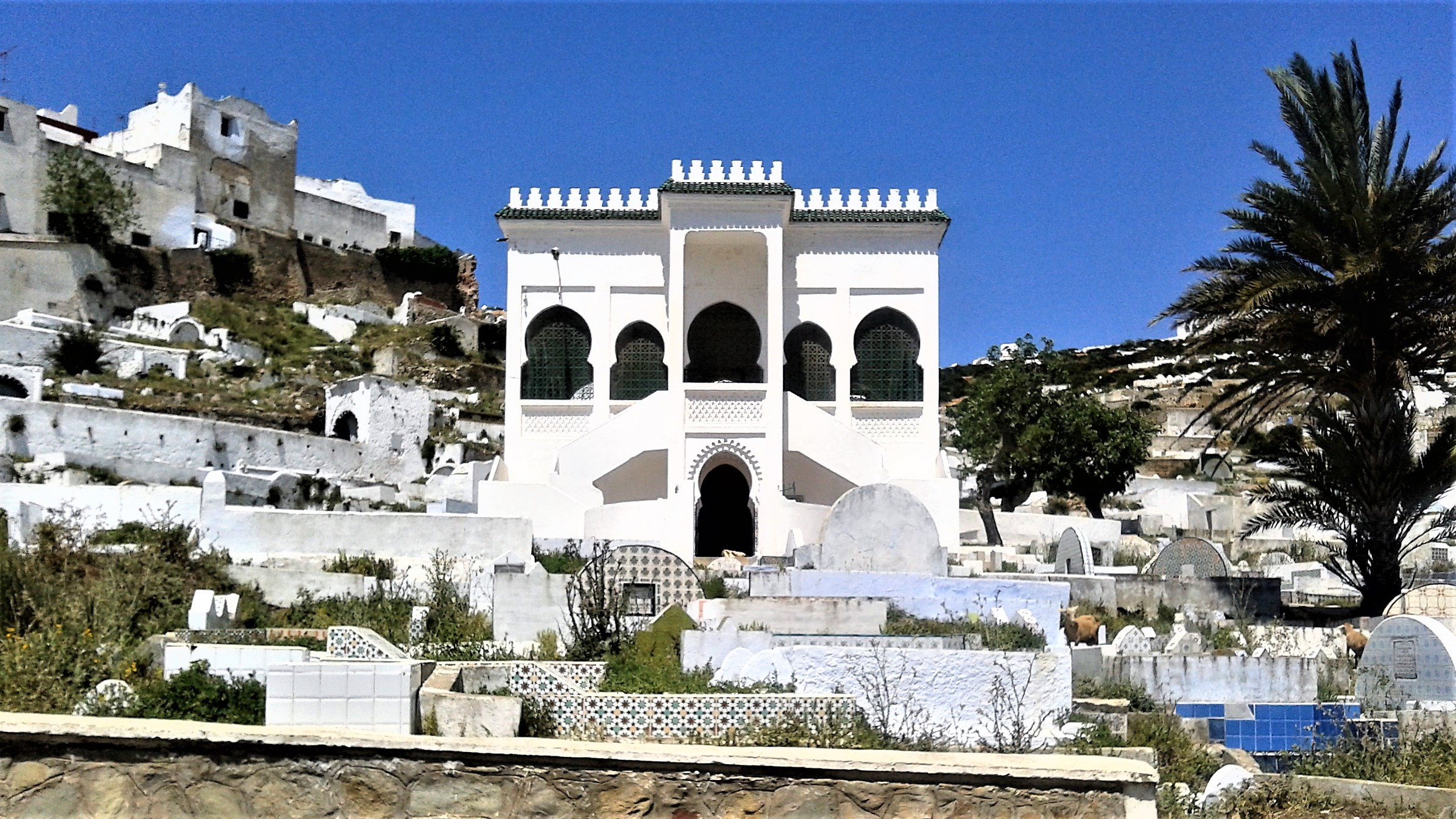
Mausoleo de Ali Al-Mandari en la ciudad de Tetuán
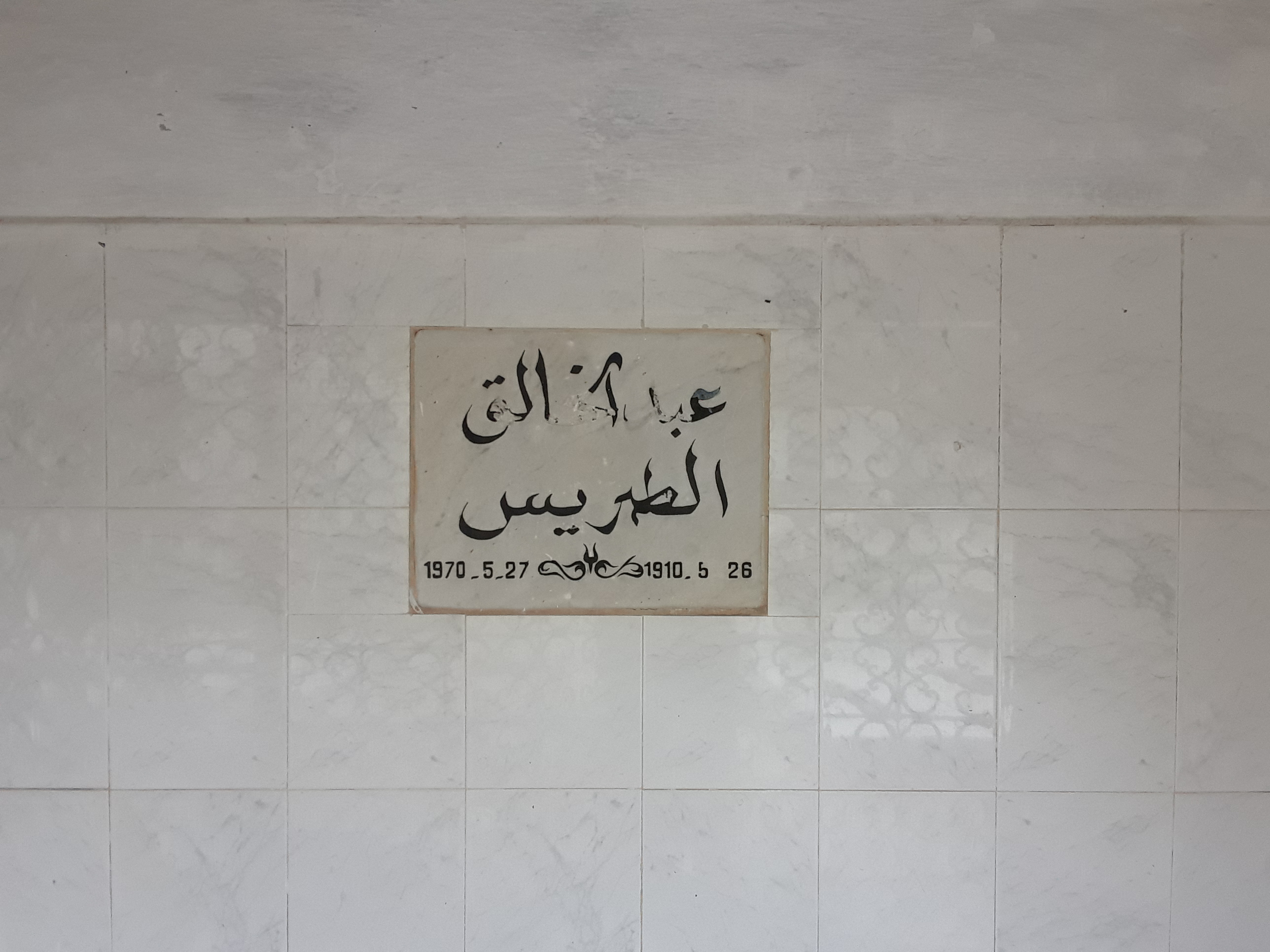
La tumba de Abdelkhalek Torres